# Anatoli Kvașnin
Anatoli Kvașnin (în rusă Анатолий Васильевич Квашнин; n. 15 august 1946, Ufa, RSFS Rusă, URSS – d. 7 ianuarie 2022, Moscova, Rusia) a fost un general de armată rus, care a fost șef al Statului Major al Forțelor Militare Ruse (1997-2004), fiind eliberat din funcție de președintele Vladimir Putin. Anterior a activat drept comandant al Districtului Militar Caucazul de Nord. Începând din 2007, el a fost reprezentant al Președintelui în Districtul Federal Siberian.
1. 1 2   https://www.bfm.ru/news/490111 Lipsește sau este vid: |title= (ajutor)